# Saarinen (sjö i S:t Michel, Södra Savolax)
Saarinen är en sjö i kommunen S:t Michel i landskapet Södra Savolax i Finland. Sjön ligger 86 meter över havet. Arean är 77 hektar och strandlinjen är 10,35 kilometer lång. Sjön  ingår i Vuoksens huvudavrinningsområde.   Den ligger omkring 15 kilometer söder om S:t Michel och omkring 190 kilometer nordöst om Helsingfors. 
I sjön finns öarna Surmasaari och Romusaari. 